# Kymmeneborg

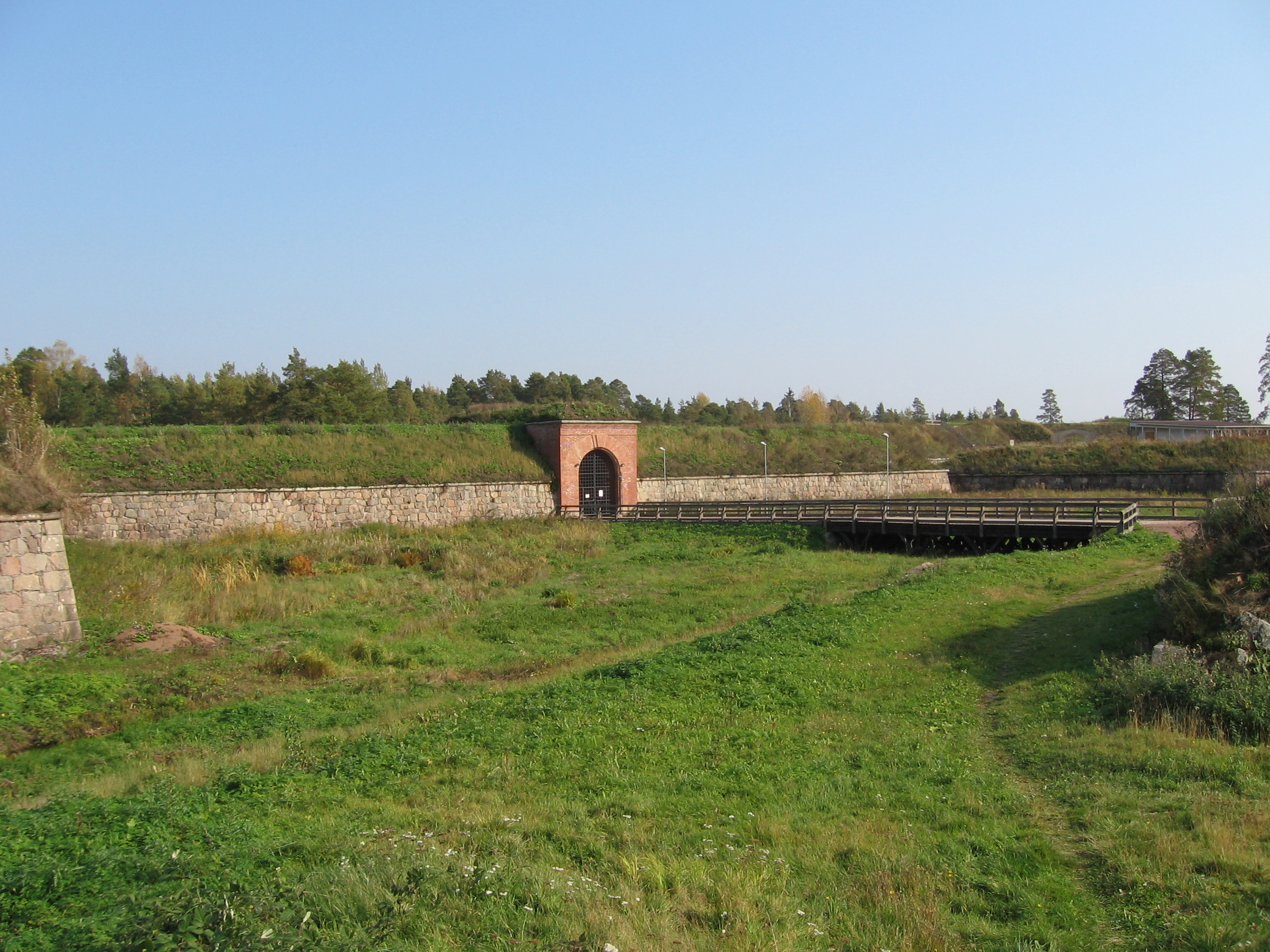
Kymmeneborg.

Kymmeneborg (finska: Kyminlinna) är fästning norr om Kotka centrum på nordsidan av holmen Hovinsaari, som bildas av två av Kymmene älvs mynningsarmar; där befann sig tidigare kungsgården Kymmenegård. 
Befästningsarbeten på platsen inleddes 1790 enligt den berömde ryske fästningsbyggaren Aleksandr Suvorovs planer och fortsattes i större skala 1803, då man hade 3 000 man i arbete. Fästningen utlämnades i likhet med övriga fästningar i området delvis åt förfallet efter 1816, men tjänstgjorde som garnison för ryska trupper fram till 1917. Den anfölls den 8 april 1918 av en omkring 300 man stark tysk truppavdelning, som efter hårda strider slogs tillbaka av den till omkring 2 000 man uppgående röda besättningen. Kymmeneborg härbärgerade 1922–1939 ryska flyktingar (som mest 700) – av vilka en stor del hade kommit till landet efter Kronstadtupproret 1921 – och togs vid vinterkrigets utbrott åter i bruk för militära ändamål. Fästningen hyste olika intendenturtrupper och förråd fram till 1950, då Kotka kustartillerisektion flyttade in. Försvarsmakten lämnade fästningen 2005.